# Apocephalus brevicercus
Apocephalus brevicercus är en tvåvingeart som beskrevs av Brown 1993. Apocephalus brevicercus ingår i släktet Apocephalus och familjen puckelflugor.
Artens utbredningsområde är Costa Rica. Inga underarter finns listade i Catalogue of Life.